# 大西弘幸
大西 弘幸（おおにし ひろゆき、1963年8月22日 - ）は、兵庫県出身のサッカー審判員である。
1995年12月に1級審判員に登録された。J1リーグ戦で笛を吹いた時期（主審12試合・副審35試合）や、Jリーグの担当を外れていた時期もあったが、それ以外はJ2の主審を務めている。

## 話題になった主な試合・判定
- 1999年J2第32節（10月24日）、ベガルタ仙台-アルビレックス新潟戦（仙台スタジアム）

0-0の後半44分、主審の大西の明らかな誤審によって新潟のファウルが見逃され、その流れからゴールを決めた新潟が1-0で勝利したが、試合後、激怒したサポーターがピッチに乱入し、大西を蹴り飛ばしたという事件が発生した。
- 2010年J2第19節（7月25日）、コンサドーレ札幌-横浜FC戦（札幌ドーム）

2010 FIFAワールドカップ後で、また、両チームにはドーハの悲劇を経験した中山雅史（札幌）と三浦知良（横浜FC）が所属していることもあり注目度も高く、26875人の観客が訪れ、NHK-BSでは全国放送された。
この試合の主審を務めた大西は、前半2分、味方のパスに走りこんだ横浜FC FW西田剛と札幌DF石川直樹がペナルティーエリア内で交錯したプレーに対し、横浜FCにPKを与え、石川には「得点機会阻止」としてレッドカードを提示した。
しかし、競り合った石川が先にボールに触っていたように見えたため、NHK-BSで解説を務めた早野宏史は「非常に厳しい判定、ボールに行ってるだけに」とコメントした。また、札幌監督の石崎信弘は、「映像を見直したが、PKではないと思う。審判の見てる位置が悪い」と述べている。
大西のレフェリングに対する評価は、週刊サッカーダイジェスト・週刊サッカーマガジンともに「5.0」であった。